# Hardwired
Pour plus de détails, voir Fiche technique et Distribution.
Hardwired est un film américain de science-fiction réalisé par Ernie Barbarash et sorti directement en DVD en 2009.

## Synopsis
Dans un futur proche, les sociétés privées ont acquis un pouvoir immense. Luke Gibson et son épouse Ronnie, qui est enceinte, sont tous deux victimes d'un accident de voiture. Ronnie ne survit pas, mais Luke Gibson est sauvé in extremis par la société Hope Corpoation, qui lui a implanté une puce spéciale dans le cerveau. Gibson a perdu tout souvenir de son passé, mais il est victime d'hallucinations, il voit notamment apparaître des acteurs de publicités qui viennent débiter leur argumentaire commercial directement dans sa tête. Comprenant assez vite que quelque chose ne se passe pas normalement, et aidé de son entraînement militaire, Gibson commence à se rebeller contre son « bienfaiteur », la société Hope, qui décide alors de le tuer à distance à l'aide de la puce implantée. Mais cela ne fonctionne pas, des hackers interceptent la commande et parviennent à aider Gibson à survivre. Il fait vite leur connaissance : il s'agit d'un frère et une sœur, punk blue et punk red, et d'un père et son fils handicapé, Hal et Keyboard, qui se sont donné pour mission de détruire la Hope Corporation. Luke Gibson apprend alors que l'accident dont il a été victime avait été provoqué sciemment, et qu'il avait été choisi par vengeance par un ancien camarade de régiment dont il avait dénoncé les activités illégales.

## Fiche technique
- Titre original et français : Hardwired
- Réalisation : Ernie Barbarash
- Scénario : Mike Hurst
- Photographie : Stephen Jackson
- Montage : Gordon Williams
- Musique : Schaun Tozer
- Production : Christine Haebler et Kirk Shaw
- Société(s) de distribution : Stage 6 Films
- Pays de production :  Canada et  États-Unis
- Langue : anglais
- Genre : Action et science-fiction
- Durée : 94 minutes
- Dates de sortie : 
  - États-Unis : 3 novembre 2009 (DVD)
  - France : 19 novembre 2009 (DVD)

## Distribution
- Cuba Gooding Jr. (VF : Thierry Desroses) : Luke Gibson
- Val Kilmer (VF : Philippe Vincent) :Virgil Kirkhill
- Michael Ironside (VF : Philippe Catoire) : Hal
- Tatiana Maslany (VF : Josy Bernard) : Punk Red
- Eric Breker (VF : Patrick Laplace) : Robert Drake
- Juan Riedinger : Punk Blue
- Chad Krowchuk : Keyboard
- Terry Chen : Carter Burke
- Hiro Kanagawa (VF : Charles Borg) : Dr Steckler
- Rachel Luttrell : Candace
- Donny Lucas (VF : Sydney Kotto) : Bennett
- Ali Liebert : Catalina Jones
- Monica Mustelier (VF : Céline Marmorat) : Veronica "Ronnie" Gibson
- Julius Chapple : Lewis
- Sunita Prasad : Nurse Price
- Lance Henriksen : Hope

- Studio version française: CINEPHASE
- Direction artistique: Régis Reuilhac

Source et légende : version française (VF) sur RS Doublage et Carton du doublage Français